# Hřebíčkovec jambos

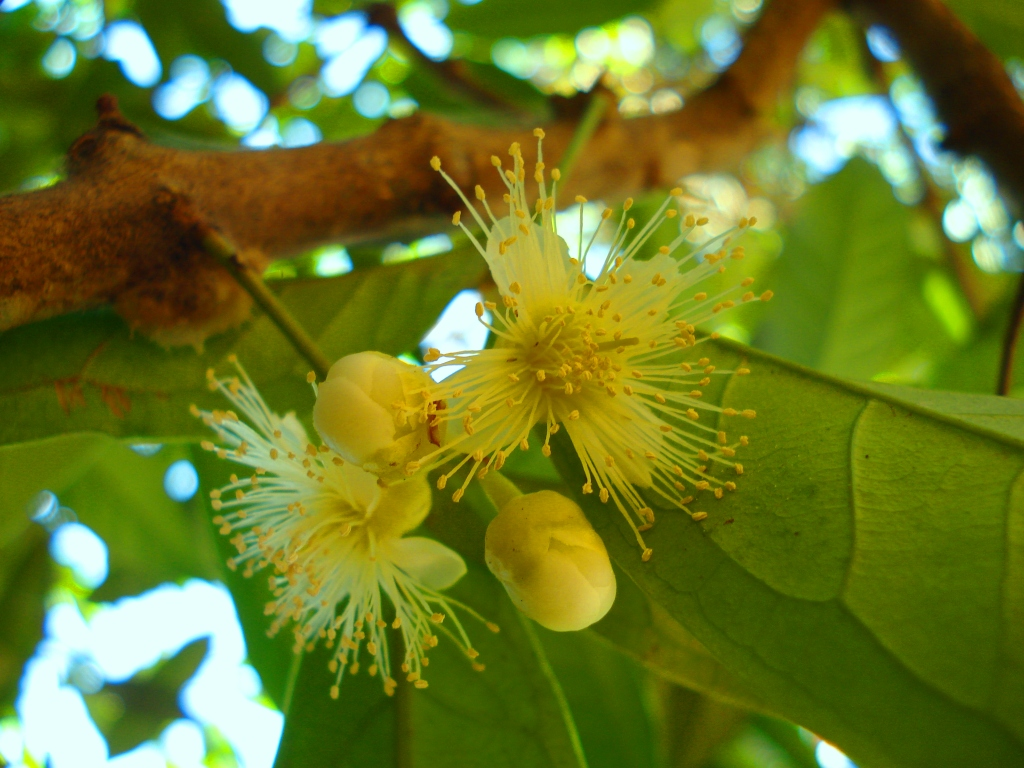
Současné květy a plody

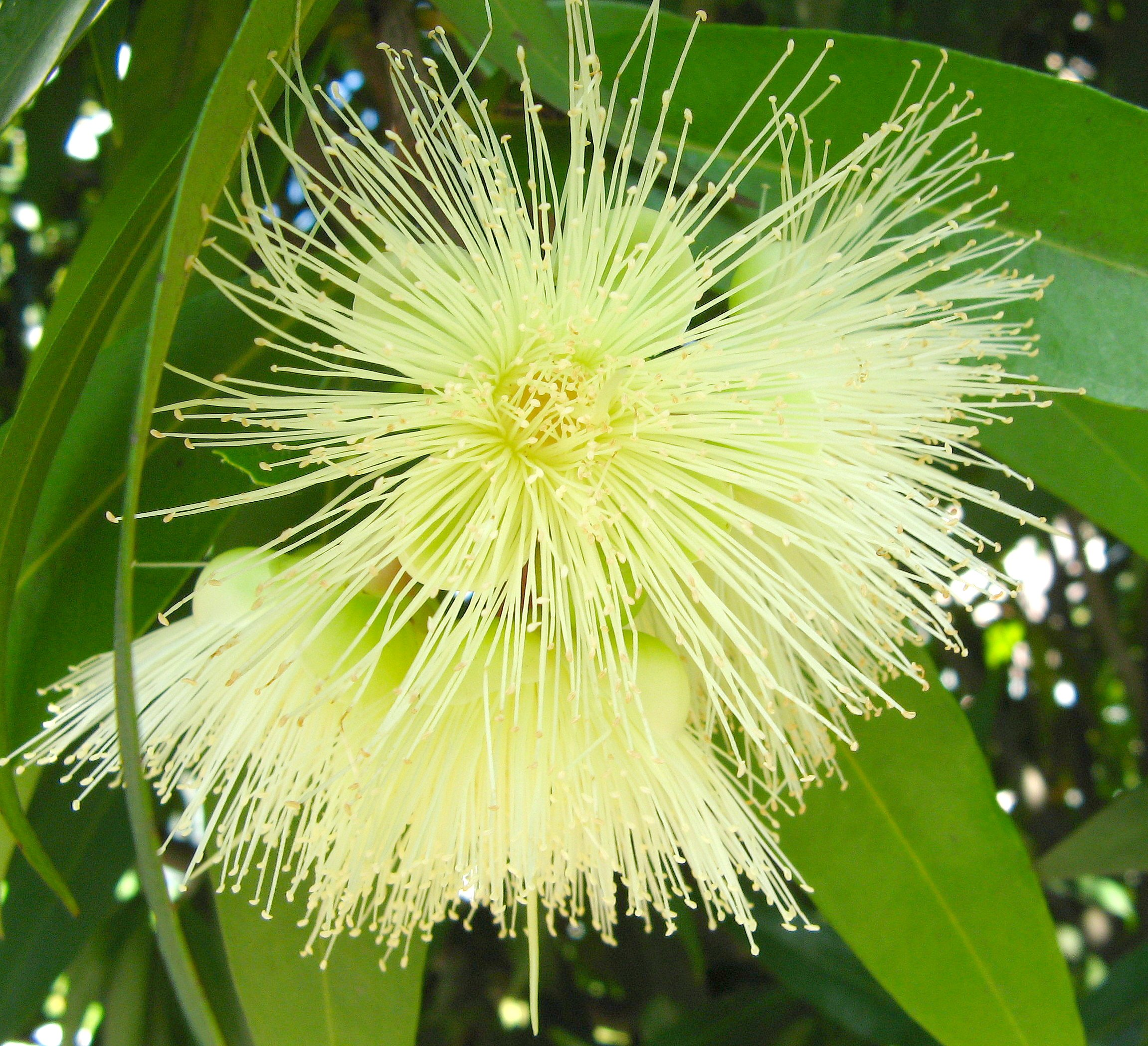
Květ se stovkami tyčinek

Hřebíčkovec jambos (Syzygium jambos) je stálezelený, nízce se větvící tropický strom nebo keř, jeden z mnoha užitkových druhů rodu hřebíčkovec. Pěstuje se pro chutné, po růžích vonící plody a po skácení poskytuje pařezinu. Vysazuje se také jako okrasný strom poskytující stín.

## Rozšíření
Tento druh hřebíčkovce, ostatně jako většina ostatních, pochází z jihovýchodní Asie. Jeho původní areál se nacházel na území jižní Číny, Nepálu, Indie, Malajsie, Kambodže, Vietnamu, Laosu a Indonésie. Postupně byl rozšířen do dalších oblastí a nyní roste po celé tropické Asii i v Africe, Americe a na některých ostrovech v Tichomoří.

## Ekologie
Vyskytuje se v pásmu od pobřeží až do nadmořské výšky 2300 m a pro zdárný růst, kvetení a tvorbu plodů potřebuje teplotu pohybující se v rozmezí od 18 do 27 °C a průměrné roční srážky 1100 až 2100 mm, dlouhodobé období sucha mu nesvědčí. Roste ve smíšených nížinných lesích i na horských svazích, na kvalitu půdy není náročný, přežívá také na písčitých půdách s velmi malým množstvím organické hmoty nebo na zasolených stanovištích. Nejlépe se mu daří v hlinité půdě na březích potoků a kanálů, kde mívá i nejvyšší výnosy plodů. Stromy kvetou na různých místech v závislosti na podnebí v rozličných ročních obdobích, plody dozrávají asi za tři měsíce po odkvětu. Ploidie druhu je 2n = 44.

## Popis
Stálezelený strom, řidčeji keř, vysoký 6 až 15 m s hustou korunou, jejíž šířka často přesahuje výšku stromu. Jeho kůra je hnědá a hladká, zpočátku má slabě hranaté a později kulaté lysé větve porostlé vstřícnými, krátce řapíkatými, kožovitými listy, které jsou v mládí narůžovělé a později tmavě zelené. Jejich lesklá čepel bývá vejčitě kopinatá až čárkovitá, dlouhá 8 až 25 cm a široká 2 až 5 cm, na bázi je klínovitá, vrchol má zašpičatělý a mívá 8 až 25 párů znatelných žilek.
Oboupohlavné, bílé až nazelenalé či narůžovělé květy velké až 4 cm vyrůstají po třech až pěti v koncových vrchlících. Květ na stopce má čtyřčetný trubkovitý kalich až 1 cm dlouhý a čtyři volné, konkávní, široce vejčité, bílé nebo řidčeji slabě nazelenalé či narůžovělé korunní lístky velké asi 1,5 cm. V květu je až 300 tyčinek o délce do 3 cm a jedna čnělka asi 4 cm dlouhá. Květy produkují hodně nektaru a s oblibou je navštěvují včely, které je opylují.
Plod je dužnatá, nažloutlá nebo načervenalá bobule kulovitého nebo elipsovitého tvaru, velká 3 až 5 cm, se zbytky zeleného trvalého kalichu u stopky. Lehká bobule s tenkou voskovitou slupkou má jedlé, masité, nažloutlé, po růžích vonící oplodí okolo dutého středu, ve kterém je obvykle jedno, méně často dvě či tři zaoblená semena, která v plné zralostí plodu jsou volná a chrastí. Semena jsou mírně toxická.

## Rozmnožování
Noví jedinci se většinou pěstují ze semen která dobře klíčí a jsou polyembryonická, mají jeden až tři klíčky. Plody jsou lehké a mohou plout po vodě a tím se snadno dostávají na nová místa, semena bývají také roznášena plodožravými ptáky a kaloni. Vzešlé semenáče však nebývají stejné kvality a proto se někdy roubují. Pokus o zakořenění řízků nebývá ani s chemickou podporou úspěšný. Mladé rostlina začínají plodit prvé ovoce asi ve čtyřech létech.

## Význam
Dospělý strom dá ročně asi jen 2 kg ovoce, což je v poměru na zabraný prostor málo a proto se jen ojediněle pěstují na plantážích, plody prodávané na trzích jsou většinou ze zahrad. Plody se po utržení brzy otlačují a podléhají zkáze, proto se jen minimálně skladují a převážejí. Bývají lidově nazývané "růžová jablka" nebo "růžové švestky" (podle chuti a vůně), jsou sladké a jsou považováné za dětské ovoce. Jedí se syrové nebo jsou na různé způsoby upravované v kuchyni, jako příloha k rýži, bývají kandované nebo ve směsi s ovocem s výraznější chutí se stávají součástí sirupů a džemů, obsahuji hodně pektinu.
Pařezy po seřezaných stromech po mnoho let rychle obrůstají a poskytují dlouhodobě pařezinu, palivo na vaření. Z hrubších kusů se vyrábí kvalitní dřevěné uhlí. Mladé letorosty jsou pevné, flexibilní a pletou se z nich trvanlivé velké koše.
Dřevo stromu má běl bílou a jádro tmavě červené nebo hnědé, je vláknité, středně těžké a pevné. Je užíváno k výrobě nábytku, vnitřních součástí lodí i rámů hudebních nástrojů, soustruží se z něho nenáročné šperky a suvenýry. Špatně odolává půdní hnilobě a je náchylné k napadení termity. Z listů se destiluje žlutý, esenciální olej užívaný v parfumérii. Stromy bývají vysazované pro plody, stín, estetický vzhled při kvetení i minimální údržbu.
Často jsou plodící stromy decimovány rzi Puccinia psidii. V některých tropických oblastech, např. na Kubě, se hřebíčkovec jambos samovolně velmi rychle rozšiřuje a je považován za invazní druh.

## Galerie

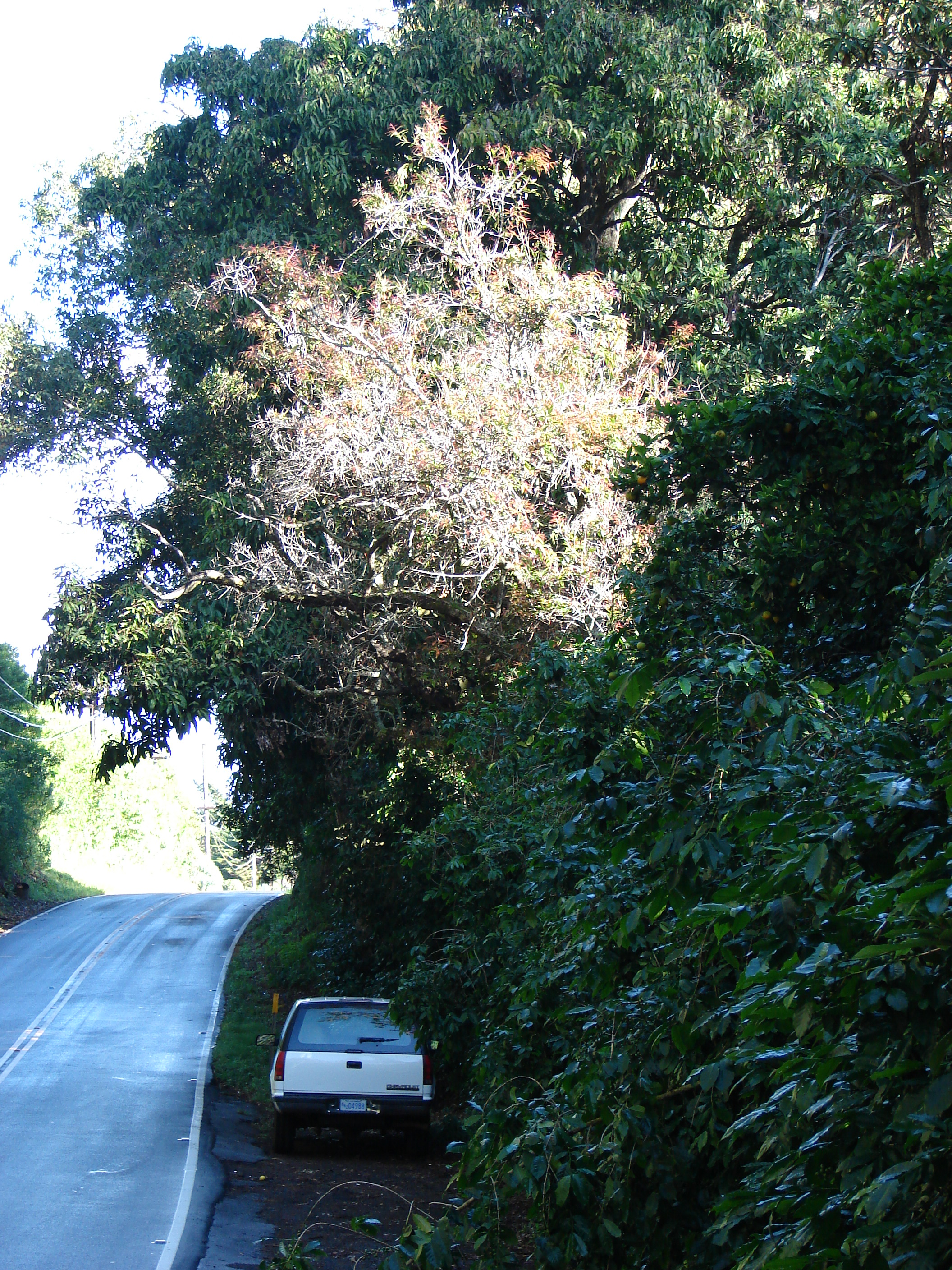
Kvetoucí strom
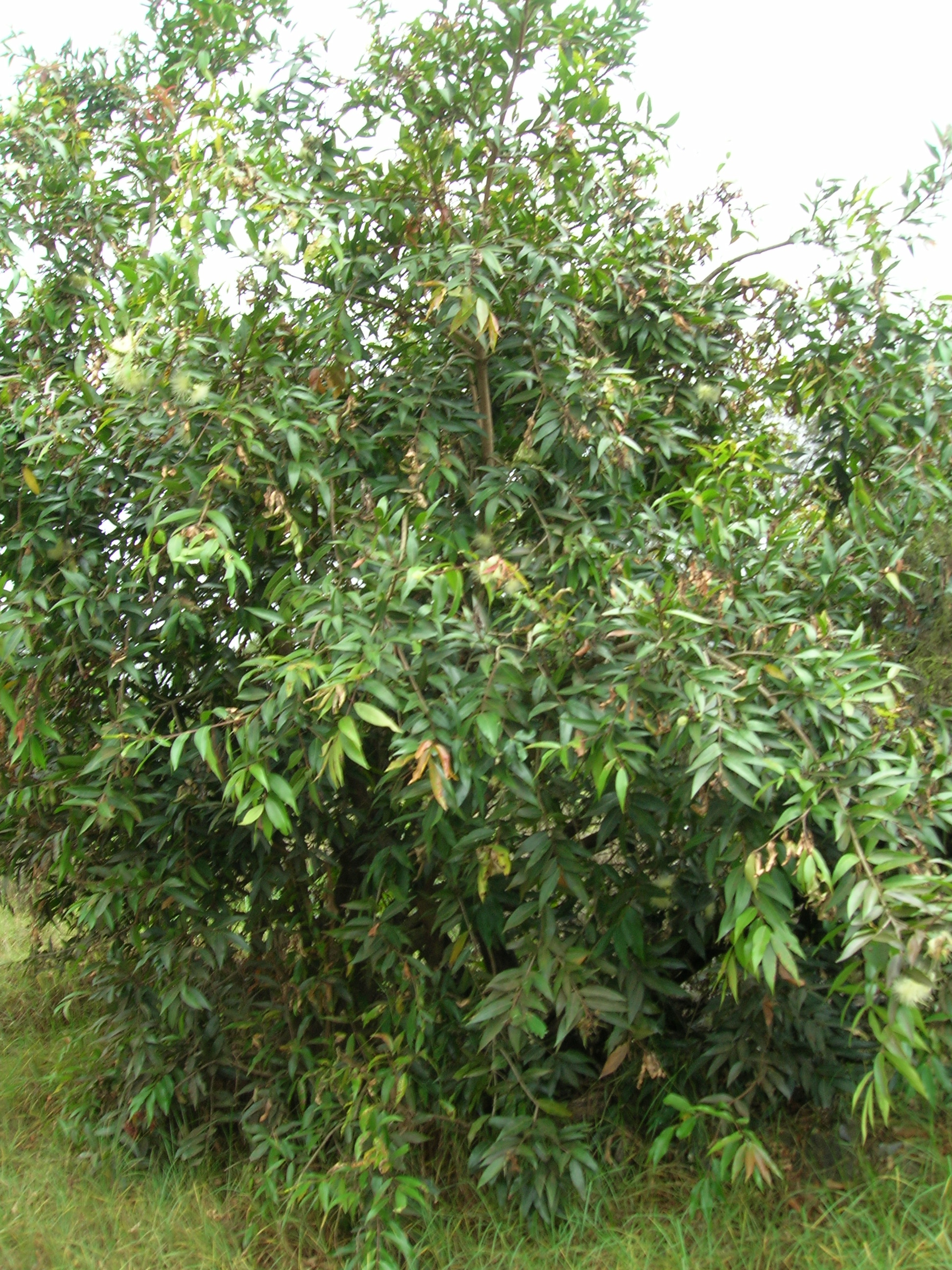
Keřová forma
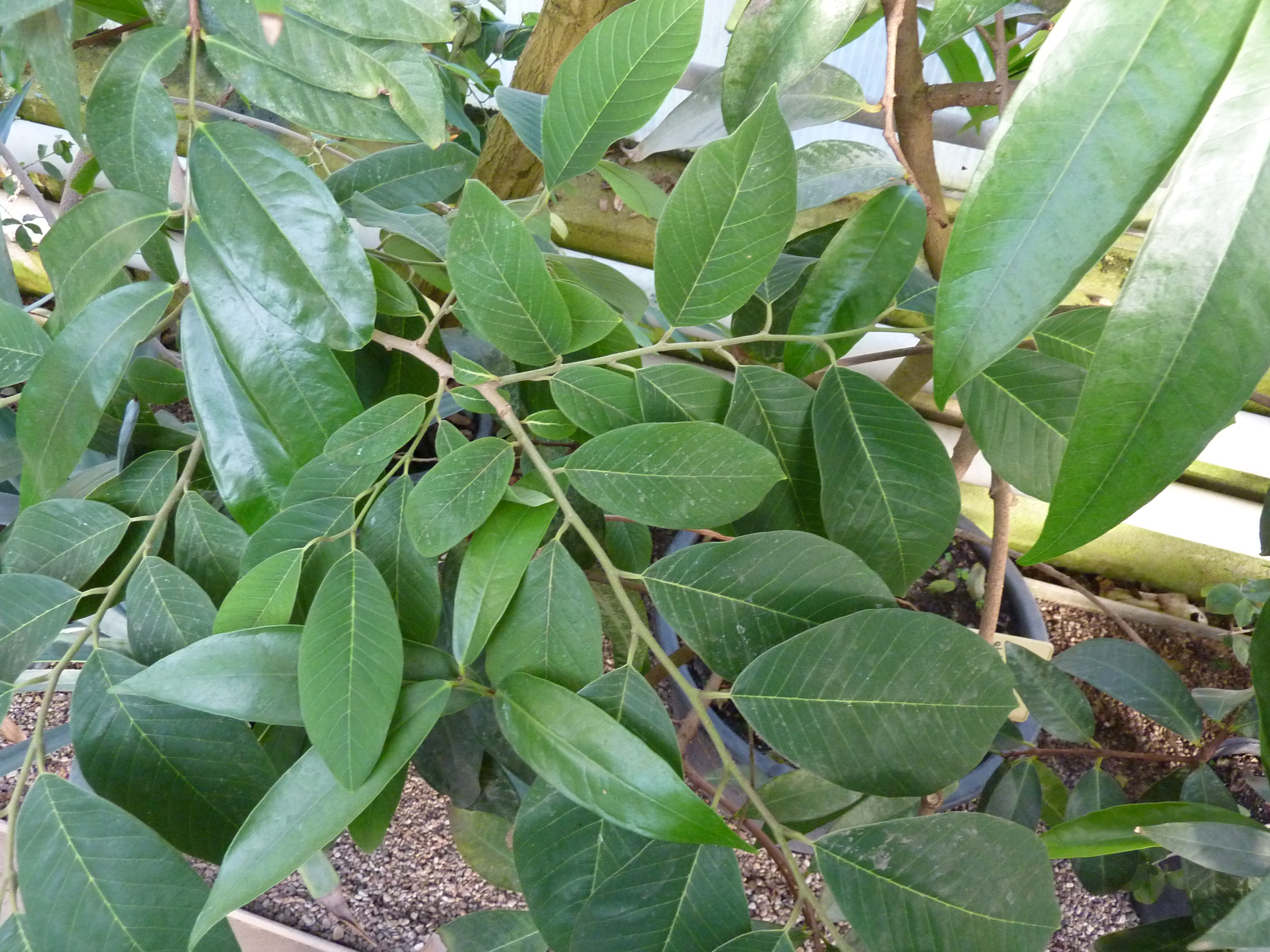
Listy
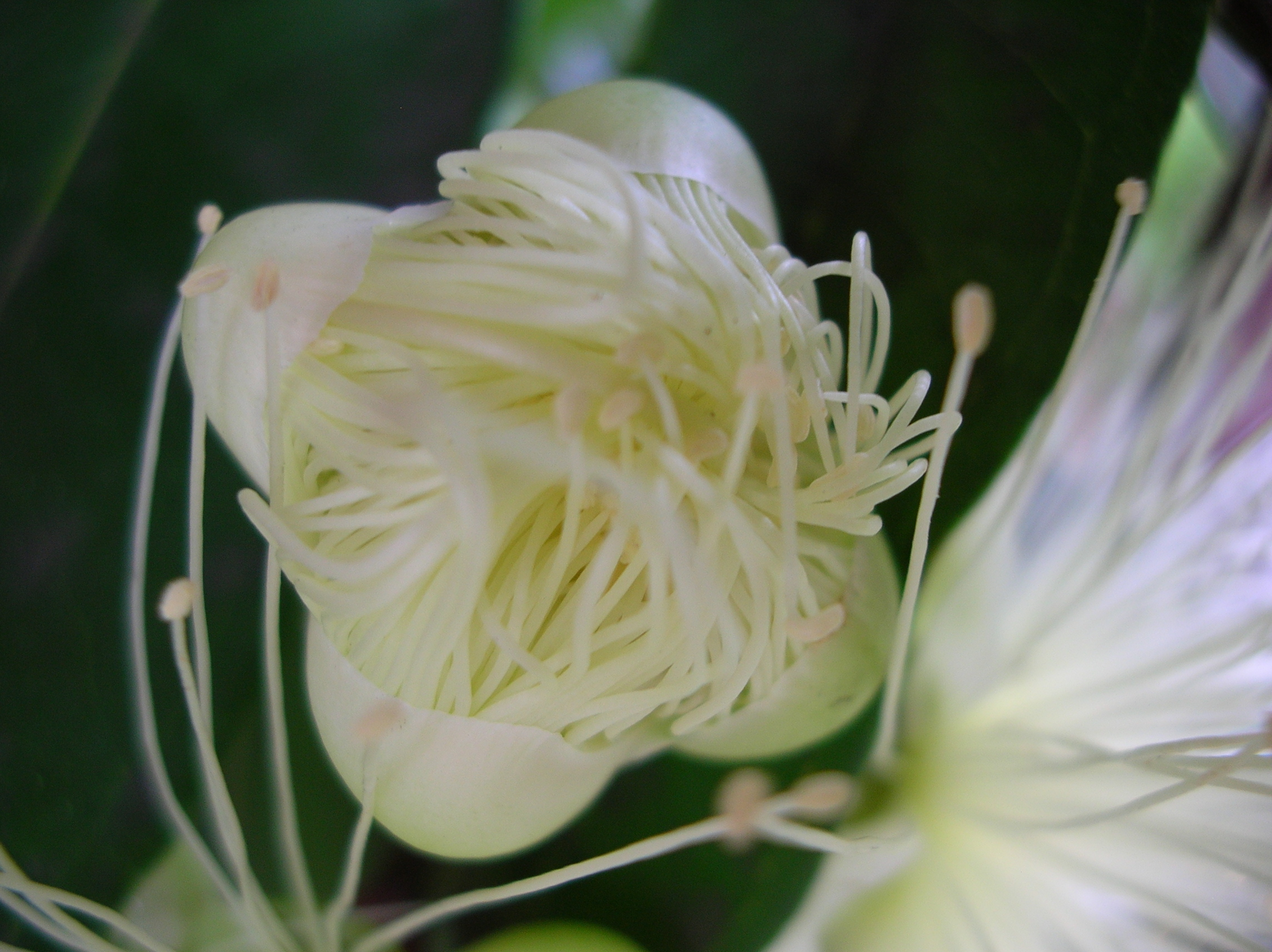
Rozvíjející se květ
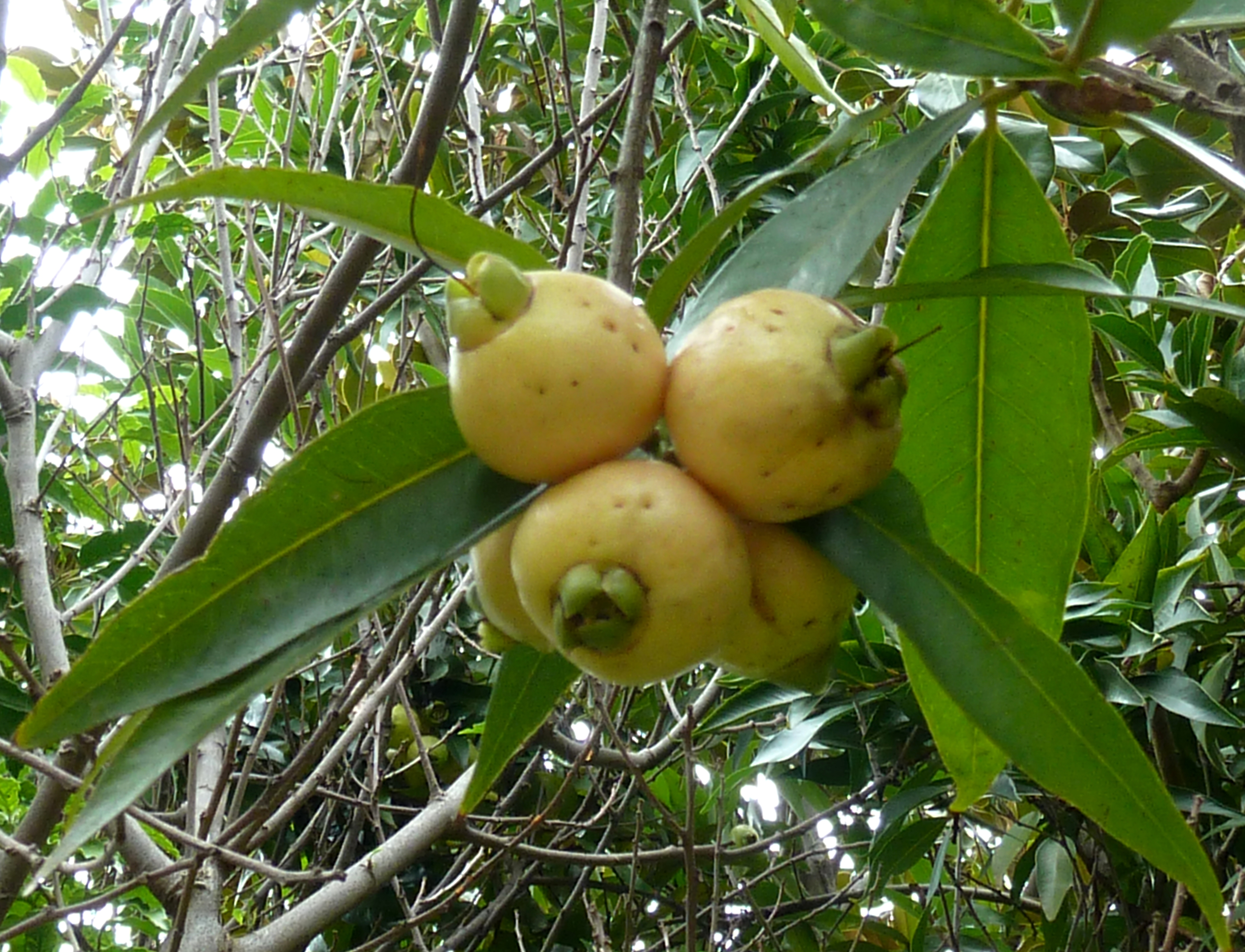
Zrající plody
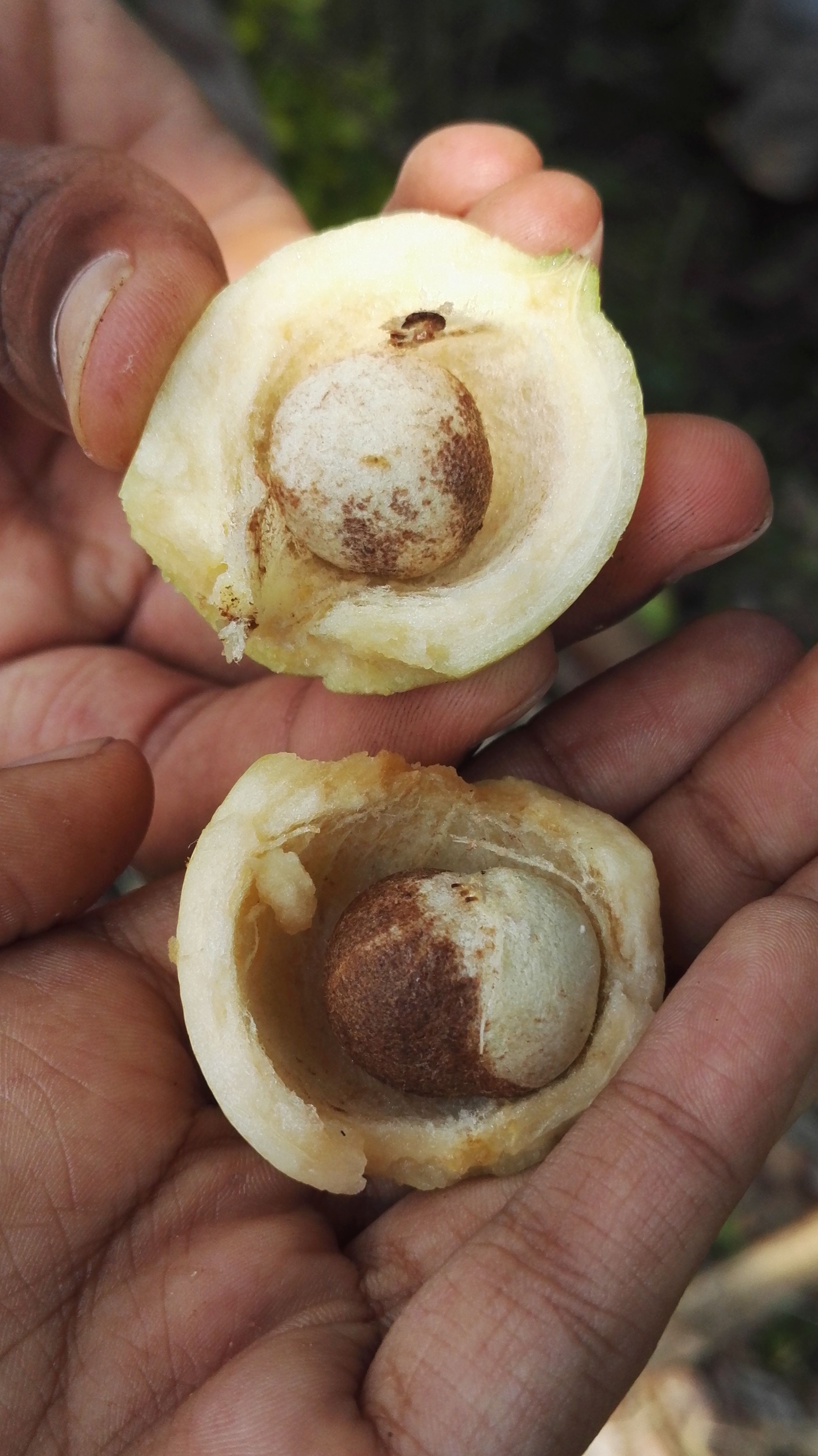
Rozpůlené plody se semeny